# Aki Shimazaki

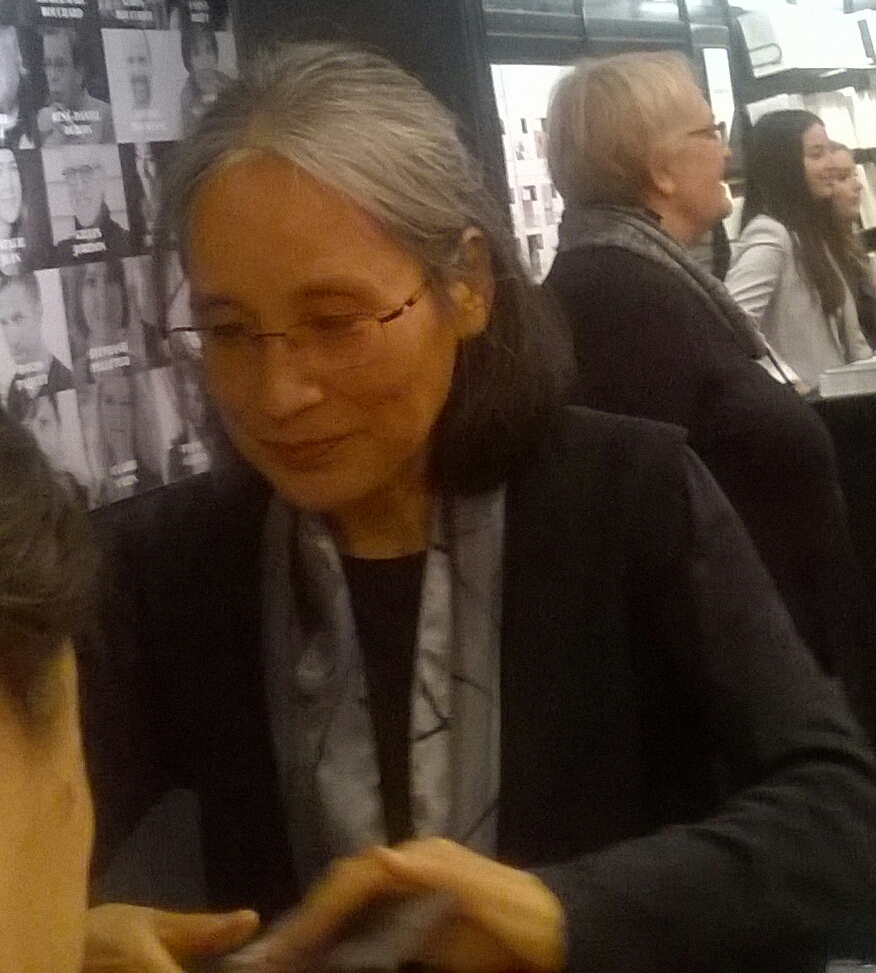
Aki Shimazaki (2018)

Aki Shimazaki (jap. 島崎 あき, Shimazaki Aki; * 1954 in der Präfektur Gifu) ist eine japanische Schriftstellerin, die ähnlich wie Tawada Yōko nicht in ihrer Muttersprache Japanisch, sondern in Französisch schreibt und veröffentlicht.

## Leben
Shimazaki arbeitete in Japan fünf Jahre lang als Kindergärtnerin und gab Unterricht in englischer Grammatik an einer Nachhilfeschule. 1981 emigrierte sie nach Kanada und lebte zunächst fünf Jahre in Vancouver, wo sie bei einer IT-Firma arbeitete, danach wohnte sie fünf Jahre lang in Toronto. Seit 1991 lebt sie in Montreal. Neben ihrer schriftstellerischen Tätigkeit unterrichtet sie auch Japanisch. Erst 1995 im Alter von 40 Jahren begann sie im Selbststudium und an der Sprachschule Katimavik systematisch Französisch zu lernen.
Insbesondere die ungarisch-schweizerische Schriftstellerin Ágota Kristóf und ihre mit Das große Heft (Orig.: Le grand cahier, 1986) begonnene Trilogie waren Vorbild und Motivation für Shimazaki.

## Werke
Aki Shimazakis Werk wird zuerst auf Französisch in Partnerschaft zwischen dem quebecischen Verlag Léméac und dem französischen Verlag Actes Sud veröffentlicht.
Obwohl jedes Buch für sich allein gelesen werden kann, denkt die Autorin sie in Werkzyklen. Tatsächlich bilden die Werke von Aki Shimazaki Pentalogien.
Die erste Pentalogie wurde „Le poids des secrets“, wörtlich „die Last der Geheimnisse“, genannt.
- 1999: Tsubaki (椿) (2009 Neuauflage)
  - Tsubaki, aus dem Französischen übersetzt von Bernd Wilczek, Kunstmann Verlag, München 2003, ISBN 3-88897-322-8
- 2000: Hamaguri (蛤)
- 2001: Tsubame (燕)
  - Tsubame, aus dem Französischen übersetzt von Bernd Wilczek, Kunstmann Verlag, München 2004, ISBN 3-88897-350-3
- 2002: Wasurenagusa (忘れな草)
  - Wasurenagusa, aus dem Französischen übersetzt von Bernd Wilczek, Kunstmann Verlag, München 2005, ISBN 3-88897-380-5
- 2005: Hotaru (蛍)

Die zweite Pentalogie wurde „Au cœur du Yamato“, wörtlich „Im Herzen Yamatos“, genannt.
- 2006: Mitsuba
- 2008: Zakuro
- 2010: Tonbo
- 2012: Tsukushi
- 2013: Yamabuki

## Auszeichnungen
- Prix Ringuet der Académie des lettres du Québec für Hamaguri (2000)
- Canada-Japan Literary Award des Canada Council for the Arts für Wasurenagusa (2004)[4]
- Prix du Gouverneur général für Hotaru (2005)